# Tommaso Barbato
Tommaso Barbato (Marigliano, 1º maggio 1952) è un politico italiano.

## Biografia
È nato e vive a Marigliano, in provincia di Napoli; sposato con Anna, ha due figli: Carmine e Francesco.
È stato ufficiale della Marina militare.

## Attività politica
Entra in politica nel 1981, iscrivendosi alla Democrazia Cristiana, divenendo Consigliere comunale ed Assessore a Marigliano; allo scioglimento di quest'ultima, nel 1994 entra nel CCD di Pier Ferdinando Casini, partito con cui è candidato alle elezioni regionali del 1995 in provincia di Napoli, senza venire eletto.
Nel 1998 segue Clemente Mastella, prima nell'esperienza politica dell'UDR e poi, l'anno seguente, nella fondazione dell'UDEUR.
Alle elezioni europee del 1999 è candidato nella lista di Rinnovamento Italiano nella circoscrizione Italia meridionale, ma anche in questa occasione non viene eletto.
Ricandidato Consigliere alle elezioni regionali del 2000, risulta il primo dei non eletti dell'UDEUR in provincia di Napoli. Sempre con il partito di Mastella si ricandida cinque anni più tardi, venendo eletto al Consiglio regionale con quasi 22.000 preferenze.
Alle elezioni politiche del 2006 è candidato in Senato per l'UDEUR in Campania: viene eletto senatore grazie alla decisione di Clemente Mastella di optare per il seggio in Calabria.
Assieme agli altri due senatori dell'UDEUR (il guardasigilli Mastella e Nuccio Cusumano) si iscrive al Gruppo misto; il 21 marzo 2007 è stato eletto Segretario di presidenza del Senato.
Alle elezioni politiche del 2008 si ricandida in Senato nelle liste del Movimento per le Autonomie, partito che faceva parte della coalizione di centro-destra; non verrà rieletto perché l'MpA non ottiene seggi al Senato in Campania.
Nel 2009 lascia l'MpA e aderisce ad Alleanza di Centro, il partito di Francesco Pionati.
Nel 2015 si è nuovamente candidato al Consiglio regionale con Campania Libera, lista civica a sostegno del candidato di centro-sinistra Vincenzo De Luca; in questa occasione non viene eletto.

## Procedimenti giudiziari
Il 14 luglio 2015 ne è stato richiesto l'arresto assieme al deputato Carlo Sarro, Pio Del Gaudio (ex sindaco di Caserta), e ad altri politici campani, sotto l'accusa di avere truccato, tra il 2006 ed il 2010, degli appalti pubblici in favore del clan dei Casalesi. Nel processo di primo grado è condannato nel 2018 dal tribunale di Napoli a 7 anni.
Il 25 settembre 2020 la Cassazione cancella la condanna a carico dell'ex senatore Tommaso Barbato: la Suprema corte annulla il verdetto della Corte d’Appello di Napoli che, nel 2018, lo aveva ritenuto colpevole di concorso esterno in associazione mafiosa comminandogli una pena a sei anni di carcere, uno in meno a quanto stabilito in primo grado.
La Corte di Appello di Napoli, III Sezione Penale, il 20 aprile 2022 ha emesso sentenza con la quale è stata definitivamente chiusa la vicenda processuale che ha visto coinvolto l'ex sen. Tommaso Barbato, imputato per il reato di concorso esterno rispetto al clan dei Casalesi.
La Corte di Appello ha assolto l'ex sen. Barbato dal reato di concorso esterno in associazione mafiosa.